# Józef Wolfsthal
Józef Wolfsthal, także Wolfstahl, Wolfstal, Wolstal (ur. 12 czerwca 1899 w Wiedniu, zm. 3 lutego 1931 w Berlinie) – polski skrzypek pochodzenia żydowskiego.

## Życiorys
Syn skrzypka Ludwika Lazara, brat Maksymiliana, bratanek Chuny Wolfsthala. Kształcił się w Berlinie u Carla Flescha (skrzypce), Leo Schrattenholza (teoria) i Arthura Willnera (kompozycja). Był koncertmistrzem Bremer Philharmoniker (1919), Kungliga Filharmoniska Orkestern w Sztokholmie (1920) i Staatsoper w Berlinie (1921). Od 1926 roku wykładał w berlińskiej Hochschule für Musik. W 1929 roku założył trio smyczkowe z Paulem Hindemithem (altówka) i Emanuelem Feuermannem (wiolonczela).